# Alison Cerutti
Alison Conte Cerutti (Vitória, 7 december 1985) is een Braziliaans beachvolleyballer.

## Carrière
In 2008 won Alison met Pedro Cunha zijn eerste grote toernooi op de wereldtour, het toernooi van Bahrein. In 2009 won Alison met zijn teamgenoot Harley Marques Silva zilver op het wereldkampioenschap in Stavanger, Noorwegen en twee toernooien op de wereldtour, Shanghai (won in de finale van zijn voormalig teamgenoot Pedro Cunha) en Mysłowice, Polen. In 2010 won Alison het toernooi van Shanghai nogmaals. Een jaar later, in 2011, won hij, deze keer met teamgenoot Emanuel Rego, op de wereldtour de toernooien van Praag, Peking, Gstaad en Moskou en werden ze wereldkampioen. Bovendien haalde het duo goud op de Pan-Amerikaanse Spelen. Op de Olympische Spelen van 2012 in Londen haalde Alison en Emanuel zilver, nadat ze de finale van het Duitse duo Brink/Reckermann hadden verloren. Tevens prolongeerde ze in 2012 de titel op de wereldtour in Moskou en wonnen ze het toernooi van Berlijn. In 2013 wonnen Alison en Vitor Gonçalves Felipe het toernooi van Xiamen, China. Een jaar later won Alison opnieuw een toernooi tijdens de wereldtour, ditmaal het toernooi van Klagenfurt, Oostenrijk met Bruno Oscar Schmidt. In 2015 won Alison met zijn teamgenoot Bruno tijdens de wereldtour zes toernooien, inclusief het wereldkampioenschap in Nederland. Ze versloegen in de finale het Nederlandse duo Varenhorst/Nummerdor. De overige vijf toernooien die het duo won waren de toernooien van Gstaad (Zwitserland), Yokohama (Japan), Long Beach (Californië, VS), Olsztyn (Polen) en Fort Lauderdale (Florida, VS). In 2016 won het duo Alison/Bruno de toernooien van Vitória in zijn geboorteplaats en dat van Poreč, Kroatië. Bovendien werd in 2016 op de Olympische Spelen in Rio de Janeiro goud gehaald. Halverwege 2018 werd de succesvolle samenwerking met Bruno beëindigd en werd Alison een duo met André Loyola Stein. Echter werd na 8 teleurstellende toernooien met enkel een finaleplaats in Moskou ook deze samenwerking stopgezet. Vanaf april 2019 vormt Alison een duo met Álvaro Morais Filho en dat leverde een maand later al de eerste toernooiwinst in de World Tour in Kuala Lumpur op. Op 21 juli 2019 wonnen Alison en Álvaro hun tweede toernooi, in Espinho (Portugal), tegen het Braziliaanse duo George en André, waar hij eerder een duo mee vormde.

## Toernooiwinsten
| nr. | jaar | partner | toernooi                          | tegenstanders        | score               |
| --- | ---- | ------- | --------------------------------- | -------------------- | ------------------- |
| 1.  | 2008 | Cunha   | Bahrain Open                      | Cès/Cès              |                     |
| 2.  | 2009 | Harley  | Shanghai Open                     | Cunha/Pedro          |                     |
| 3.  | 2009 | Harley  | Mysłowice Open                    | Jennings/Fuerbringer |                     |
| 4.  | 2010 | Harley  | Shanghai Open                     | Brink/Reckermann     |                     |
| 5.  | 2011 | Emanuel | Prague Open                       | Rogers/Dalhausser    |                     |
| 6.  | 2011 | Emanuel | Beijing Grand Slam                | Brink/Reckermann     |                     |
| 7.  | 2011 | Emanuel | Wereldkampioenschap               | Araújo/Ricardo       | 21-16, 21-15        |
| 8.  | 2011 | Emanuel | 1 to 1 energy GS Gstaad           | Rogers/Dalhausser    |                     |
| 9.  | 2011 | Emanuel | Grand Slam Moskou                 | Bellaguarda/Heuscher |                     |
| 10. | 2011 | Emanuel | Pan-Amerikaanse Spelen            | Hernandez/Mussa      | 21-17, 21-12        |
| 11. | 2012 | Emanuel | Grand Slam Moskou                 | Nummerdor/Schuil     |                     |
| 12. | 2012 | Emanuel | Smart Grand Slam Berlijn          | Gibb/Rosenthal       |                     |
| 13. | 2013 | Vitor   | Xiamen Grand Slam                 | Brouwer/Meeuwsen     | 18-21, 21-15, 15-13 |
| 14. | 2014 | Bruno   | Klagenfurt A1 Grand Slam          | Nicolai/Lupo         | 21-14, 21-17        |
| 15. | 2015 | Bruno   | Wereldkampioenschap               | Nummerdor/Varenhorst | 12-21, 21-14, 22-20 |
| 16. | 2015 | Bruno   | Gstaad Major                      | Samoilovs/Šmēdiņš    | 21-16, 13-21, 15-10 |
| 17. | 2015 | Bruno   | Yokohama Grand Slam               | Schalk/Saxton        | 21-15, 21-15        |
| 18. | 2015 | Bruno   | Long Beach Grand Slam             | Lucena/Dalhausser    | 21-16, 20-22, 15-13 |
| 19. | 2015 | Bruno   | Olsztyn Grand Slam                | Gibb/Patterson       | 21-10, 21-15        |
| 20. | 2015 | Bruno   | Fort Lauderdale World Tour Finals | Lucena/Dalhausser    | 21-13, 21-15        |
| 21. | 2016 | Bruno   | Vitória Open                      | Nicolai/Lupo         | 21-13, 21-18        |
| 22. | 2016 | Bruno   | Poreč Major                       | Doppler/Horst        | 21-13, 16-21, 15-12 |
| 23. | 2016 | Bruno   | Olympische Spelen                 | Nicolai/Lupo         | 21-19, 21-17        |
| 24. | 2016 | Bruno   | Toronto World Tour Finals         | Solberg/Evandro      | 21-19, 21-19        |
| 25. | 2017 | Bruno   | WT4* Rio de Janeiro               | Łosiak/Kantor        | 25-23, 21-12        |
| 26. | 2019 | Álvaro  | WT3* Kuala Lumpur                 | Brunner/Priddy       | 24-22, 21-18        |
| 27. | 2019 | Álvaro  | WT4* Espinho                      | André/George         | 21-13, 15-21, 15-9  |